# Prix humanitaire Bob-Clampett
Le prix humanitaire Bob-Clampett (anglais : Bob Clampett Humanitarian Award) est un prix américain remis depuis 1984 lors du Comic-Con de San Diego. Il récompense un acteur de la bande dessinée ou de la culture populaire s'étant particulièrement distingué pour l'aide qu'il a accordée à autrui. Ce prix a été créé en hommage à l'animateur Bob Clampett (1913-1984).

## Lauréats
- 1984 : Forrest J. Ackerman
- 1985 : Robert A. Heinlein
- 1986 : Bernie Wrightson et Jim Starlin
- 1987 : Ray Bradbury
- 1988 : June Foray
- 1989 : Phil Yeh
- 1990 : Sergio Aragonés
- 1991 : Comic Book Legal Defense Fund
- 1992 : Archie Goodwin
- 1993 : Jack Kirby
- 1994 : Will Eisner
- 1995 : Maggie Thompson
- 1996 : Andrew Vachss
- 1997 : Joe Kubert
- 1998 : Frank Miller
- 1999 : Jerry Robinson
- 2000 : Peter Laird
- 2001 : Mark Evanier
- 2002 : Herb Trimpe
- 2003 : Alex Ross
- 2004 : Mimi Cruz Carroll
- 2005 : George Pérez
- 2006 : Calvin Reid
- 2007 : Neil Gaiman
- 2008 : Paul Levitz
- 2009 : Denis Kitchen
- 2010 : Jeannie Schulz
- 2011 : Patrick McDonnell
- 2012 : Morrie Turner
- 2013 : Chris Sparks et le Team Cul de Sac
- 2014 : Joe Field
- 2015 : Bill et Kayre Morrison
- 2016 : Matthew Inman
- 2017 : Marc Andreyko et Joe Ferrara
- 2018 : Frederick Joseph et Comics4Kids
- 2019 : Edgardo Miranda-Rodriguez (en) et Lisa Wood
- 2020 : Hero Initiative (en), creators4comics et Comicbook United Fund
- 2021 : Mike et Christine Mignola
- 2022 : Annie Koyama
- 2023 : Beth Accomando et Scott Dunbier
- 2024 : Women in Comics Collective International